# Henri V de Vaudémont
Henri de Joinville, né en 1327, mort en 1365, fut sire de Joinville de 1343 à 1365 et comte de Vaudémont (Henri V) de 1348 à 1365. Il était fils d'Anseau de Joinville, sire de Joinville et de Marguerite de Vaudémont.

## Biographie
Il hérite de la Terre de Joinville à la mort de son père en 1343 et du comté de Vaudémont à la mort de son grand-père maternel, en 1348 il était aussi l'héritier de la charge de sénéchal de Champagne de 1342 à 1365. Il se partagea entre ses deux domaines et combattit souvent, mettant en péril ses finances.
Il se battit souvent contre les Anglais et notamment à la bataille de Poitiers (1356) où il fut fait prisonnier. Libéré contre rançon, il est chargé en 1358 de réprimer une Jacquerie en Champagne, puis combat les grandes compagnies. En 1362, il se bat contre le duc Jean Ier de Lorraine. Il meurt peu après, laissant ses domaines à sa fille âgée de onze ans.

## Mariage et enfants
Il épouse en 1347 Marie de Luxembourg, fille de Jean de Luxembourg, comte de Ligny, et d'Alix de Flandre-Dampierre-Richebourg, dame de Houdan et petite-fille de Guillaume de Flandre, d'où :
- Marguerite (1354 † 1418), comtesse de Vaudémont, dame de Joinville et de Houdan, mariée trois fois :
  1. en 1367 avec Jean II de Bourgogne († 1373), seigneur de Montaigu
  2. en 1374 avec Pierre († 1392), comte de Genève
  3. en 1393 avec Ferry Ier de Vaudémont-Lorraine (1368-1415) : d'où les ducs de Lorraine au XVe siècle
- Alix († 1413), mariée en 1373 avec Thibault VII (1361-1396), seigneur de Neufchâtel, fils de Thibault VI et de Marguerite de Bourgogne-Comté-Chalon-Montaigu, la propre sœur et héritière de Jean de Chalon-Montaigu ci-dessus, le premier mari de Marguerite.